# Цабов (район Вранов-над-Топлёу)
Цабов (словац. Cabov) — село и одноимённая община в округе Вранов-над-Топлёу Прешовского края Словакии.

## История
Впервые упоминается в 1410 году.
В селе есть греко-католическая церковь Рождества Пресвятой Богородицы с 1780 году в стиле барокко-классицизма, перестроенный в 1804 году. В селе в прошлом существовала деревянная церковь.

## Население
| Год:                | 1994 | 2004    | 2014    | 2024     |
| ------------------- | ---- | ------- | ------- | -------- |
| Количество человек: | 414  | 422     | 398     | 350      |
| Разница:            |      | +1,93 % | −5,68 % | −12,06 % |

Национальный состав населения (по данным последней переписи населения 2001 года):
- словаки — 100,0 %.

Состав населения по принадлежности к религии состоянию на 2001 год:
- греко-католики — 61,14 %,
- римо-католики — 37,68 %,
- протестанты — 0,71 %,
- не считают себя верующими или не принадлежат к одной вышеупомянутой конфессии — 0,47 %